# Перший Загальнобілоруський конгрес

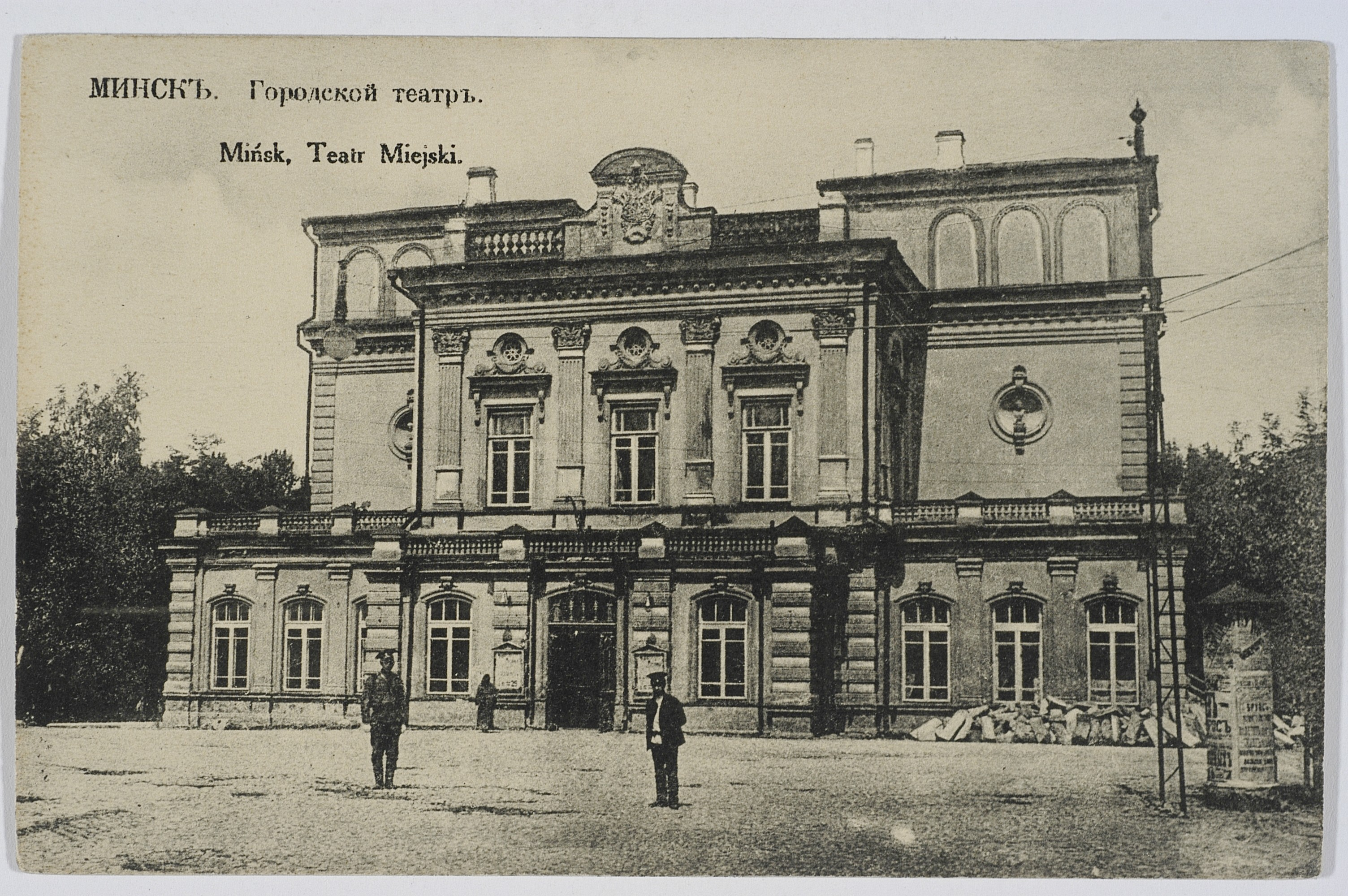
будинок Мінського міського театру

Перший загальнобілоруський конгрес — зібрання представників білоруського народу, що відбувалося 5-17 грудня 1917 р. у Мінську.
Конгрес проводився у будинку Мінського міського театру Великою Білоруською Радою за матеріальної підтримки РНК РСФРР, він зібрав численних представників білоруського народу з етнічних білоруських земель.
Було зареєстровано 1872 делегати, переважно вчителі, військові та чиновники, головував на конгресі керівник Центральної Білоруської Військової Ради Ян Середа.
Хоча конгрес проголосив право білорусів на самовизначення та незалежність, проте його учасники виразно поділилися за політичним поглядами на захід та схід: перші, в особі БСГ, бачили Білорусь незалежною, другі, в особі «обласників»,— лише у складі Росії.
Конгрес обрав Раду Конгресу у складі 71 чоловіка.
У ніч з 17 на 18 грудня до зали засідань увійшли озброєні представники більшовиків, заарештували президію і розігнали делегатів конгресу.
Рада Конгресу нелегально зібралася наступного дня.